# Гра РВ-ПП
Гра розподілити втрати, привласнити прибутки (англ. CC-PP Game) — поняття, розроблене екологом Ґарретом Гардіном (англ. Garrett Hardin) для описання гри (в сенсі теорії ігор), яка часто відбувається в сфері розміщенні ресурсів. Поняття CC-PP гри є формалізмом явища, відомого, як трагедія спільнот, а в політичних дебатах має назву «приватизація прибутків та соціалізація втрат».
Гравці в грі CC-PP намагаються розподілити витрати (або екстерналії) на власну діяльність серед ширшого кола учасників та привласнити собі всі прибутки.